# Tachymenes
Tachymenes (лат.) — род одиночных ос (Eumeninae).

## Описание
От близких родов ос отличается следующими признаками: тергит I дорсально отчётливо выпуклый в боковой проекции, примерно в 1,5 раза длиннее ширины в дорсальном виде; тергит I не более чем в 0,5 раза шире тергита II в дорсальном виде. Средние голени с одной шпорой. Переднее крыло с первой и второй возвратными жилками, исходящими в субмаргинальной ячейке II.

## Классификация
В мировой фауне известно 3 вида. Афротропика (Зимбабве, Южная Африка).
- Tachymenes abruptus Gusenleitner, 2002[6]
- Tachymenes ornativentris (Cameron, 1910)[7]
- Tachymenes vulneratus (Saussure, 1855)